# Färeds kyrka
Färeds kyrka är en kyrkobyggnad som sedan 2004 tillhör Lyrestads församling (tidigare Färeds församling) i Skara stift. Den ligger i kyrkbyn Färed i Mariestads kommun.

## Kyrkobyggnaden
Långhuset är från medeltiden. En tillbyggnad 1693 gav koret samma bredd som långhuset. Kyrktorn och sakristia byggdes först 1869. Vid en renovering 1953 tillkom ny bänkinredning och elektrisk värme installerades.

## Inventarier
- Dopfunten av kalksten härstammar från 1200-talet. Tillhörande lock av trä är från 1500-talet.
- Nuvarande altartavla från 1770-talet är en kopia av en tavla målad av Peter Paul Rubens. Tavlan är inköpt från Enåsa kyrka.
- En mässhake från 1400-talet med broderade helgonbilder.

### Klockor
- Storklockan är medeltida och av en primitiv egenartad typ. Den har två smala skriftband med rutnät och på det nedre finns som inskrift runraden, futharken, i spegelskrift. Här återgivet rättvänt: fruthokhniastbmR. Mellan m och R saknas dock l i en fullständig runrad.[1]

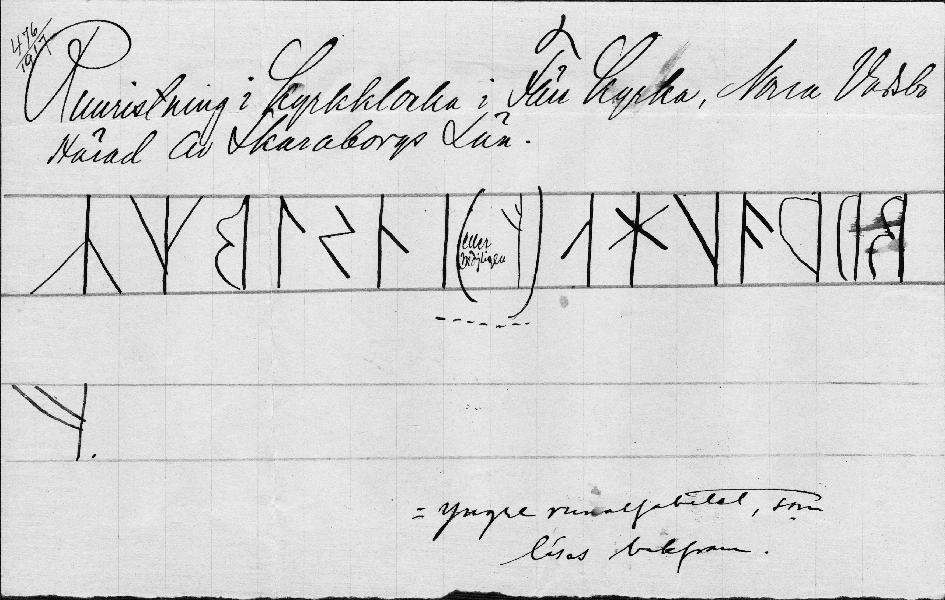
Runinskrifterna på klockan

### Orgel
Orgeln på läktaren byggdes 1956 av Nordfors & Co och har sex stämmor fördelade på manual och pedal. Fasaden är ljudande och mycket framträdande. Orgeln är en gåva av kyrkvärden Johan Persson, Uggletorp, till minnet av hans framlidna maka Albertina Lovisa f. Johansson.

## Bilder

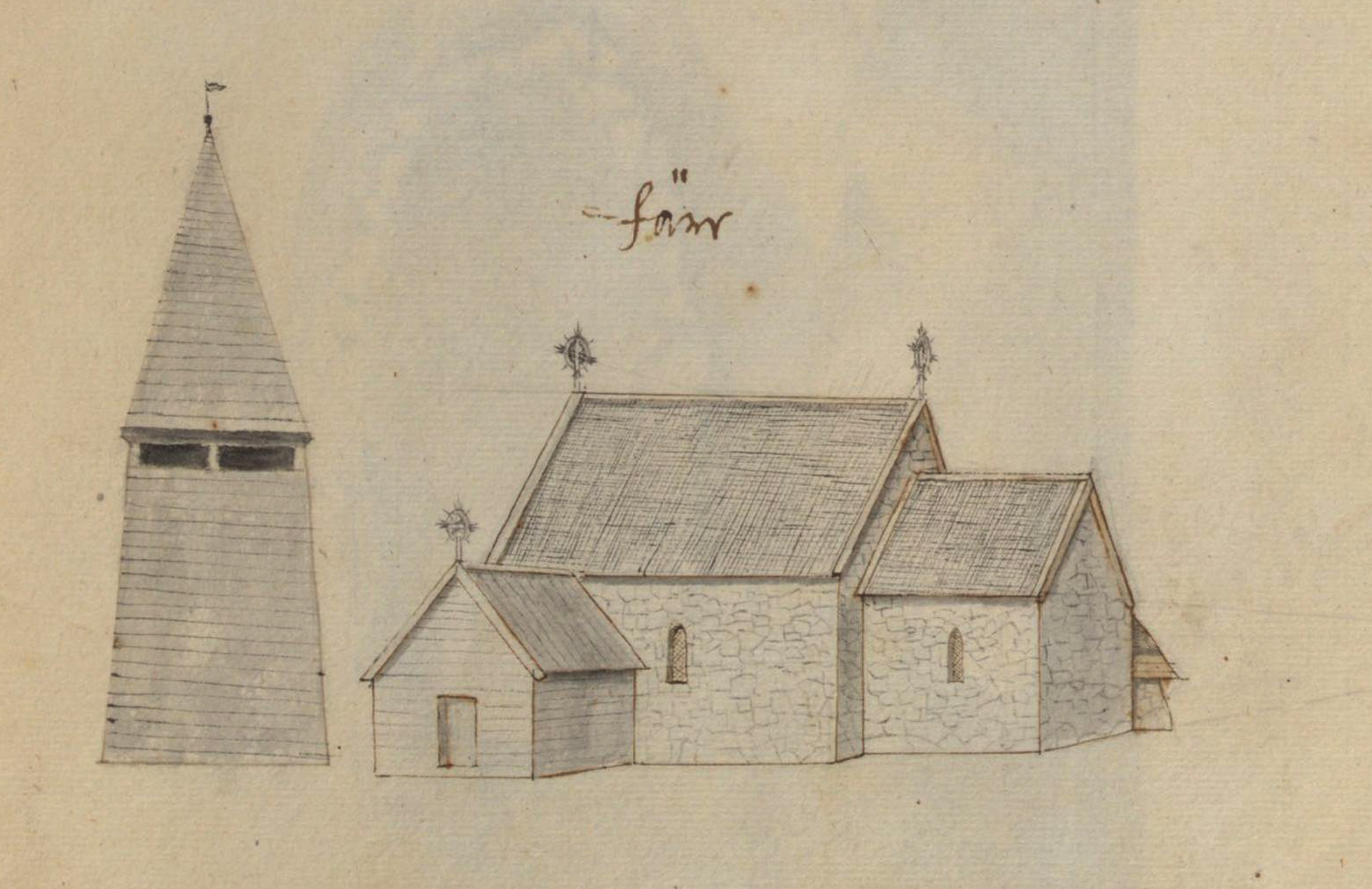
Kyrkan på teckning omkring 1670.
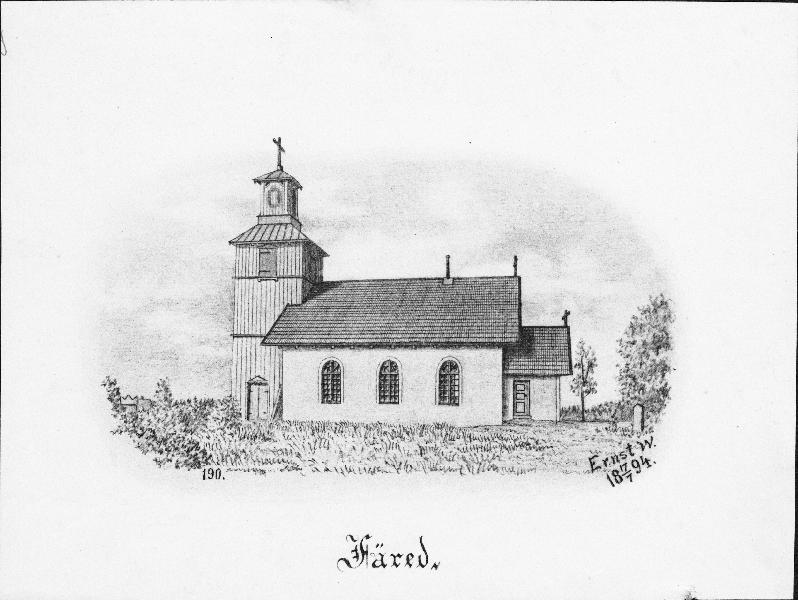
Kyrkan på teckning 1894
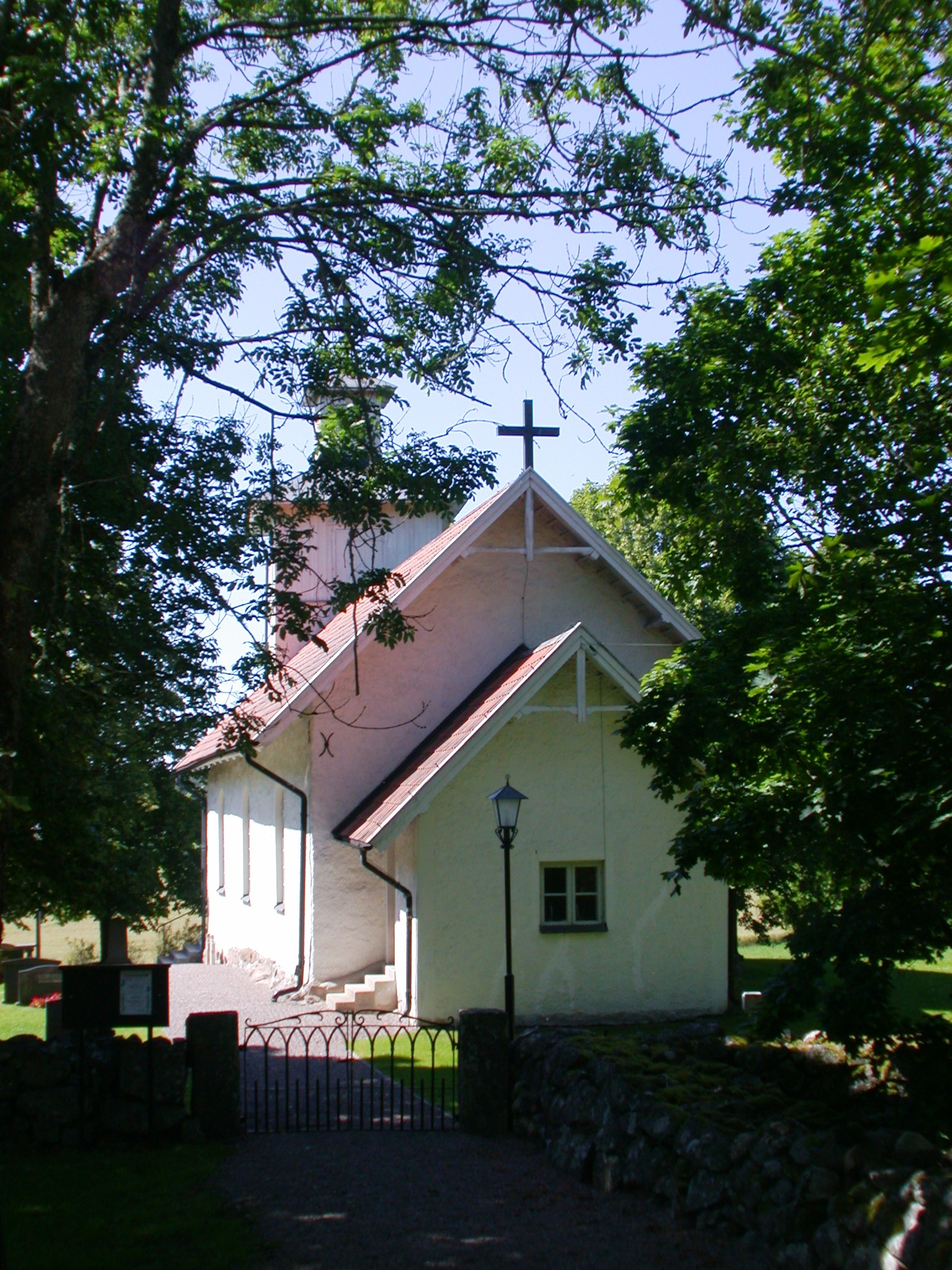
Färeds kyrka från öster
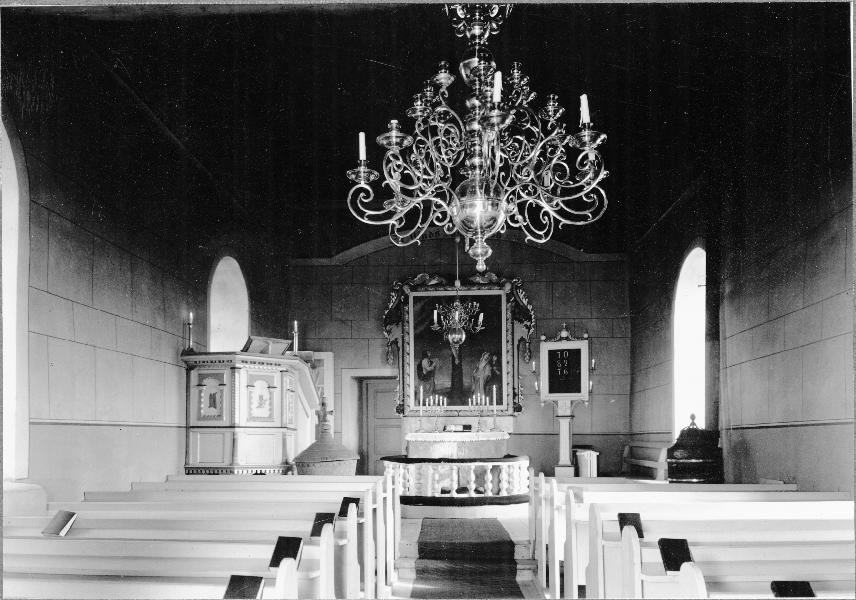
Interiör mot koret
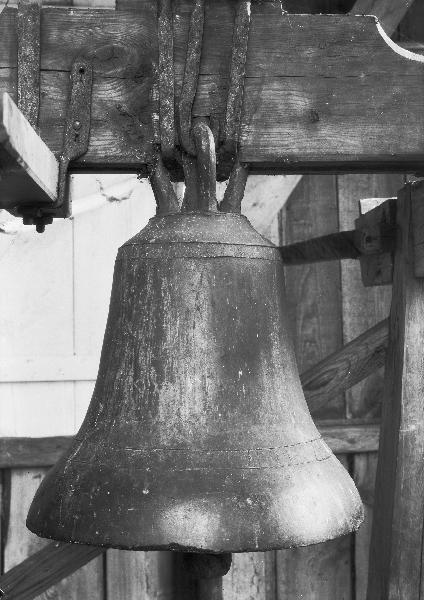
Kyrkklockan med runor